# Subligaculum

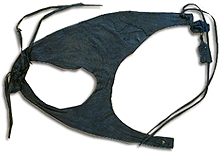
Subligaculum de cuero encontrado en las excavaciones del Londres romano (Museum of London).

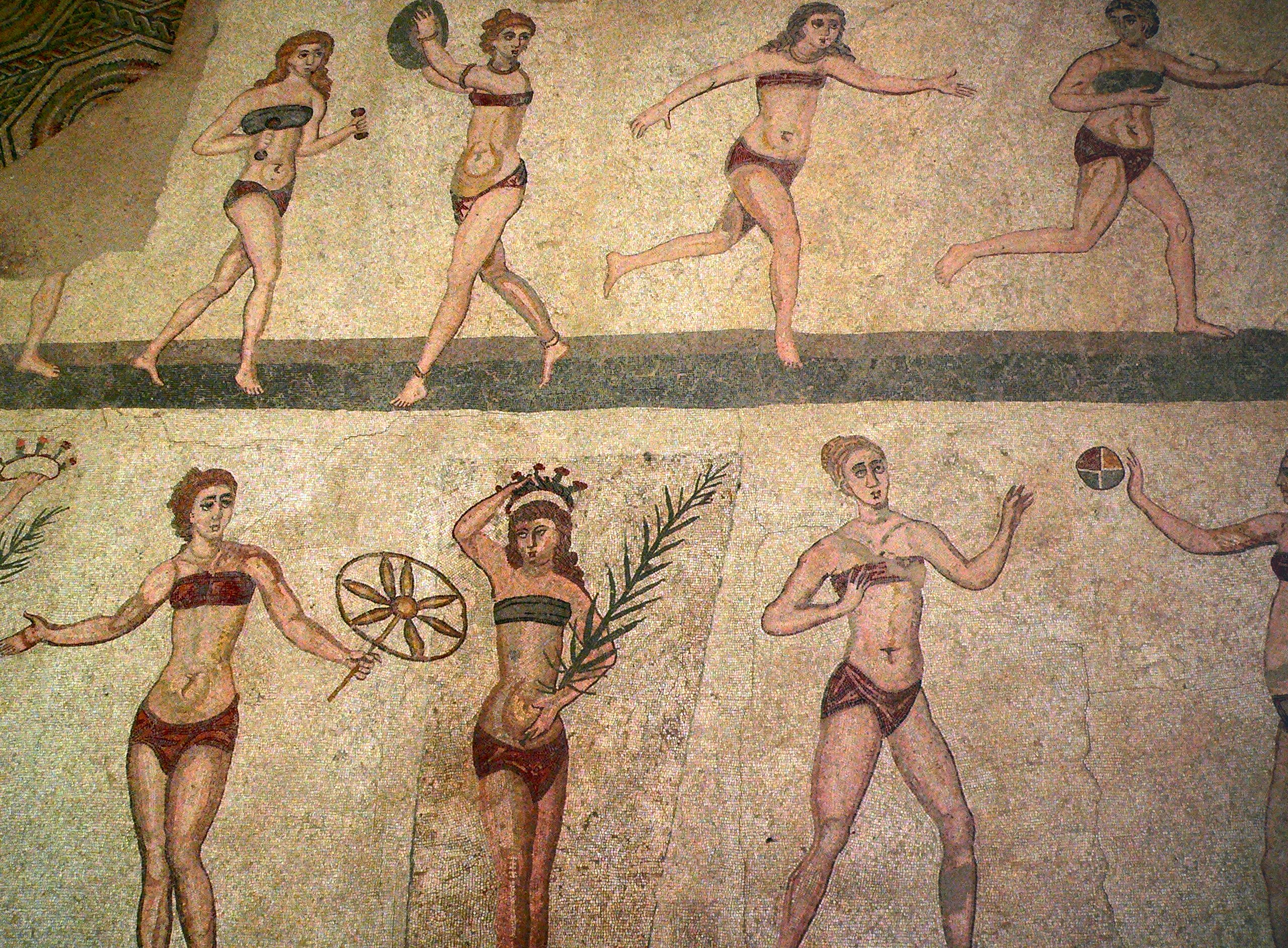
Atletas femeninas que llevan, a modo de bikini, un subligaculum y un strophium (para sostener el pecho).

Un subligaculum o subligar (del latín subligo, "atar por debajo" y -culum, sufijo que indica "instrumento") fue una de las prendas interiores más usadas por los antiguos romanos, cuyo uso en la sociedad romana se extendió desde los vecinos etruscos. 
El subligaculum era una especie de taparrabos constituido por una tira de lino o cuero atada a la cintura y pasada entre las piernas o unos pantaloncitos cortos similares a la braga actual: un triángulo de tela que cubre el pubis por delante y las nalgas por detrás. Fue usado tanto por hombres como por mujeres (las mujeres lo complementaban en paralelo con una fascia pectoralis o faja que envolvía el pecho a modo de sujetador, el mamillare o strophium). Los hombres lo usaban debajo de su túnica o toga, y las mujeres, debajo de la stola.
Formaba parte de la vestimenta de atletas, actores y gladiadores en el escenario donde actuaban. Entre los gladiadores, en particular, los reciarios (retiarii, los que llevan una red) lo mantenían sujeto a la cintura por un amplio cinturón, el balteus.  Se han encontrado subligacula de cuero en excavaciones del Londres romano.
El subligaculum con forma de taparrabos se ceñía de la siguiente manera: primero, se ataban los cordones alrededor de la cintura con la parte larga que cuelga hacia atrás, cubriendo las nalgas. Luego, se colocaba la parte larga entre las piernas y se tiraba hacia arriba detrás del nudo que se hacía atado delante para finalizar colocándolo sobre los lazos para que forme un taparrabos convencional.